# Pittheus
Pittheus (řecky Πιτθέας) je v řecké mytologii syn krále Pelopa a jeho manželky Hippodameie. 
Kraloval v Troizéně a z věštby slavné delfské Pýthie se dozvěděl, že jeho vnukem bude syn boha moří Poseidóna. Když se jeho dcera Aithra provdala za athénského krále Aigea, pozval ji k sobě, aby tam porodila pro větší věhlas a slávu Troizény. 
Věštba se naplnila v celém rozsahu. Protože král Aigeus byl již dosti starý na zplození potomka, otcem se skutečně stal Poseidón a Aithra porodila syna Thésea, který i Pittheovou zásluhou vyrostl ve zdatného bojovníka a dostal královské vychování. Théseus se 
řadí mezi řecké hrdiny, hned vedle proslulého Hérakla. 
Tak si Troizéna získala slávu až do dnešních dob, trosky města s Poseidónovým chrámem jsou stále ještě cílem turistů. 